# Ja’ara
Ja’ara (hebr. יערה) – moszaw położony w Samorządzie Regionu Ma’ale Josef, w Dystrykcie Północnym, w Izraelu.

## Położenie
Moszaw Ja’ara jest położony na wysokości 175 metrów n.p.m. w północno-zachodniej części Górnej Galilei. Leży na niewielkim wzgórzu wciśniętym pomiędzy wadi strumienia Becet (od północy) i wadi strumienia Cuva (od południa). Oba strumienie łączą się na zachodzie w niewielkiej Dolinie Szefa, i wśród wzgórz Zachodniej Galilei spływa na równinę przybrzeżną Izraela. Na północy wznosi się płaskowyż Wyżyny Adamit (ok. 460 m n.p.m.), na którym, w odległości niecałych 2 km od moszawu przebiega granica Libanu. Okoliczne wzgórza są zalesione. W otoczeniu moszawu Ja’ara znajdują się miejscowość Szelomi, kibuce Chanita, Adamit, Elon i Maccuwa, moszawy Manot i Awdon, oraz wieś komunalna Micpe Hilla. Na północ od osady są położone przygraniczne posterunki wojskowe Signit i Adamit. Po stronie libańskiej znajdują się wioski Alma asz-Szab i Butajszijja.

### Podział administracyjny
Ja’ara jest położony w Samorządzie Regionu Ma’ale Josef, w Poddystrykcie Akka, w Dystrykcie Północnym Izraela.

## Demografia
Stałymi mieszkańcami moszawu są Żydzi oraz Beduini, przy czym społeczność żydowska stanowi zdecydowaną większość. Tutejsza populacja jest świecka:

Źródło danych: Central Bureau of Statistics.

## Historia
Tutejsze ziemie należały do arabskiej wioski Arab as-Samnija. W wyniku I wojny światowej cała Palestyna przeszła pod panowanie Brytyjczyków, którzy utworzyli Brytyjski Mandat Palestyny. Przyjęta 29 listopada 1947 roku Rezolucja Zgromadzenia Ogólnego ONZ nr 181 przyznała ten obszar państwu arabskiemu. Podczas wojny domowej w Mandacie Palestyny w 1948 roku w rejonie wioski stacjonowały siły Arabskiej Armii Wyzwoleńczej, które paraliżowały żydowską komunikację w całej Galilei. Podczas I wojny izraelsko-arabskiej w październiku 1948 roku Izraelczycy przeprowadzili operację „Hiram”, w trakcie której w nocy z 30 na 31 października zajęto wieś Arab as-Samnija. Jej mieszkańców wysiedlono, a następnie wyburzono domy. W pobliżu zniszczonej wsi pozostała jednak grupa półkoczowniczych Beduinów. Współczesny moszaw został założony w 1950 roku przez imigrantów z Afryki Północnej. Utworzono wówczas w jego wschodniej części osiedle, w którym osiedlono tutejszych Beduinów. Była to pierwsza społeczność w Izraelu z mieszaną żydowsko-beduińską populacją. Na początku XXI wieku w zachodniej części moszawu wybudowano nowe osiedle mieszkaniowe. Przyczyniło się to do pobudzenia tutejszej gospodarki. Podczas II wojny libańskiej w 2006 roku na moszaw spadły pociski wystrzelone przez organizację terrorystyczną Hezbollah z terytorium południowego Libanu. Zginęła wtedy jedna osoba.

## Edukacja
Moszaw utrzymuje przedszkole. Starsze dzieci są dowożone do szkoły podstawowej w moszawie Becet lub szkoły średniej przy kibucu Kabri.

## Kultura i sport
W moszawie znajduje się ośrodek kultury z biblioteką. Z obiektów sportowych jest boisko do piłki nożnej.

## Infrastruktura
W moszawie jest przychodnia zdrowia, synagoga, sklep wielobranżowy oraz warsztat mechaniczny.

## Turystyka
Okoliczne tereny Górnej Galilei są atrakcyjnym obszarem do turystyki pieszej. W pobliżu jest położony rezerwat przyrody strumienia Becet. W moszawie istnieje możliwość wynajęcia noclegu.

## Gospodarka
Gospodarka moszawu opiera się na drobnym rolnictwie – głównie uprawa oliwek. Jest tu także ferma drobiu. Część mieszkańców dojeżdża do pracy w pobliskich strefach przemysłowych.

## Transport
Z moszawu wyjeżdża się na północny wschód na drogę nr 899, którą jadąc na wschód dojeżdża się do kibucu Elon, lub jadąc na północny zachód dojeżdża się do skrzyżowania z drogą nr 8993 (prowadzi na północny wschód do kibucu Adamit) lub dalej do skrzyżowania z drogą nr 70 przy miejscowości Szlomi.